# Gare de Creil
La gare de Creil est une gare ferroviaire française de la ligne de Paris-Nord à Lille, située sur la rive droite de l'Oise, dans le département de l'Oise, en région Hauts-de-France. Ses installations sont établies pour la plus grande partie sur le territoire de la commune de Creil, la partie nord de celles-ci se trouvant sur le territoire de Nogent-sur-Oise. Le centre-ville de Creil, sur la rive gauche de la rivière, est à environ un kilomètre au sud-est de la gare.
Elle est mise en service en 1846, par la Compagnie des chemins de fer du Nord.
C'est une gare de la Société nationale des chemins de fer français (SNCF), desservie par des trains TER Hauts-de-France et le service Ouigo Train Classique. C'est également une gare desservie par les transports en commun ferroviaires franciliens, avec la ligne D du RER et la ligne H du Transilien.

## Situation ferroviaire
Établie à 30 mètres d'altitude, la gare de bifurcation de Creil est située au point kilométrique (PK) 50,253 : de la ligne de Paris-Nord à Lille, entre les gares de Chantilly - Gouvieux et de Laigneville ; de la ligne de Creil à Jeumont, avant la gare de Villers-Saint-Paul ; et de la ligne de Creil à Beauvais, avant la gare de Montataire.
Elle est également l'aboutissement, au PK 67,329, de la ligne de Pierrelaye à Creil, après la gare de Saint-Leu-d'Esserent.

## Histoire
La gare de Creil est ouverte en juin 1846 par la compagnie du Nord. De Paris-Nord, la ligne se dirigeait alors vers Ermont puis la gare d'Épluches à Saint-Ouen-l'Aumône avant de bifurquer vers Creil en remontant la vallée de l'Oise.

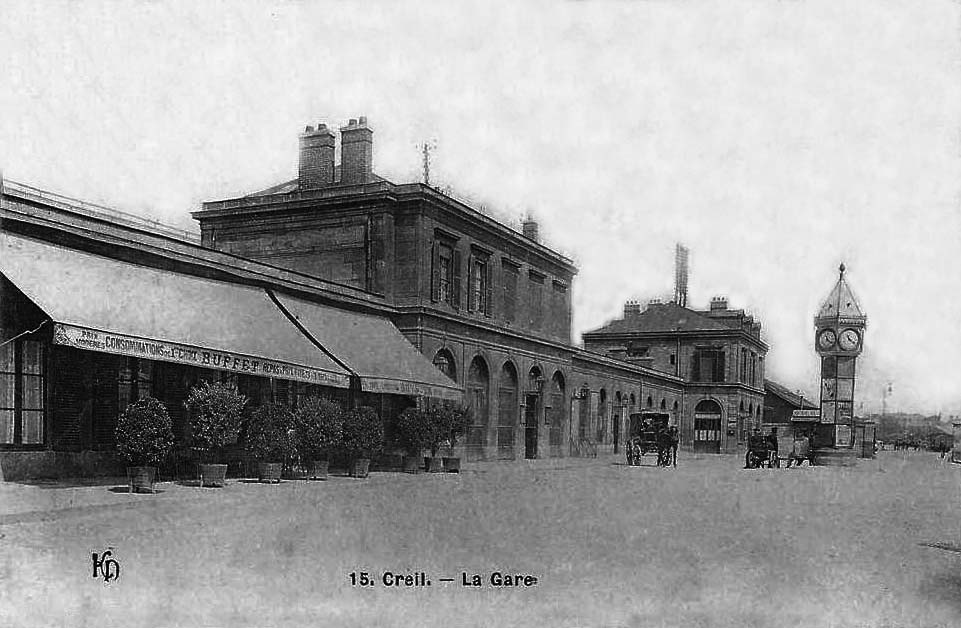
La gare, vers 1900.

La ligne directe de Saint-Denis à Creil via Survilliers - Fosses est ouverte le 10 mai 1859 après six ans d'études puis quadruplée jusqu'à Survilliers - Fosses en 1907.
La ligne de Creil à Jeumont ouvre jusqu'à Compiègne en 1847. Quant à la ligne de Creil à Beauvais, elle est ouverte en 1857.
François Prosper Jacqmin dans un cours sur l'exploitation des chemins de fer fait à l'école impériale des ponts et chaussées en 1867, souligne la difficulté d'apprécier l'importance d'une gare. Prenant comme exemple celle de Creil, il indique que son trafic propre est « très faible » mais qu'il s'agit pourtant d'une grande gare de bifurcation qui a nécessité de la part de la Compagnie des « dépenses considérables », notamment pour des installations destinées à permettre le stationnement et le garage des trains qu'ils soient de voyageurs ou de marchandises, le relais des locomotives et tout ce qui concourt au bon fonctionnement de l'importance des infrastructures et matériels mobilisés. Il se demande quel peut être l'intérêt de comparer ses dépenses avec le nombre de voyageurs ou le tonnage de marchandises alors que ces éléments ne séjournent que quelques instants dans cette gare.

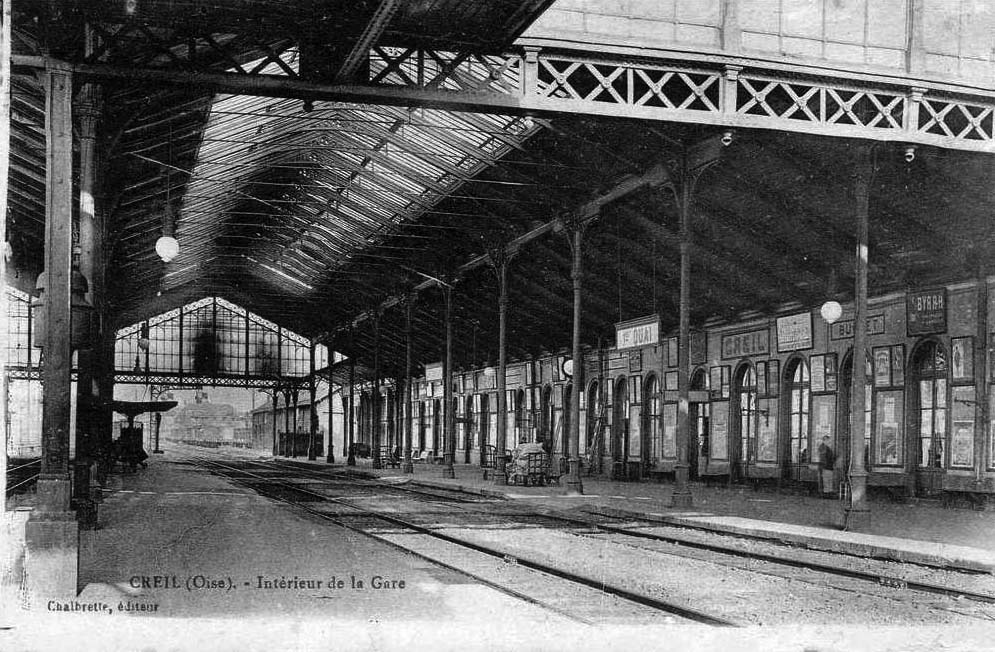
La grande marquise, vers 1910.

En 1868, la station de Creil, qui dessert une petite ville de 4 539 habitants, est le neuvième arrêt depuis Paris, située à 51 km de la capitale, 10 km de Chantilly et 33 km de Compiègne. Elle dispose d'un buffet, mais l'arrêt des trains express n'excède pas trois minutes. C'est déjà une étoile ferroviaire à cinq branches, desservie par des trains en provenance de Paris, d'Allemagne via Saint-Quentin et Compiègne, de Belgique via Valenciennes et Douai ou Tourcoing et Lille, d'Angleterre par le port de Boulogne-sur-Mer (via Amiens) ou celui de Calais (via Arras), et de Beauvais. En 1898, la station est devenue, pour la circulation des trains, l'une des plus importantes de la Compagnie du Nord ; la ville a largement bénéficié de cet apport, sa population atteignant 8 456 habitants.

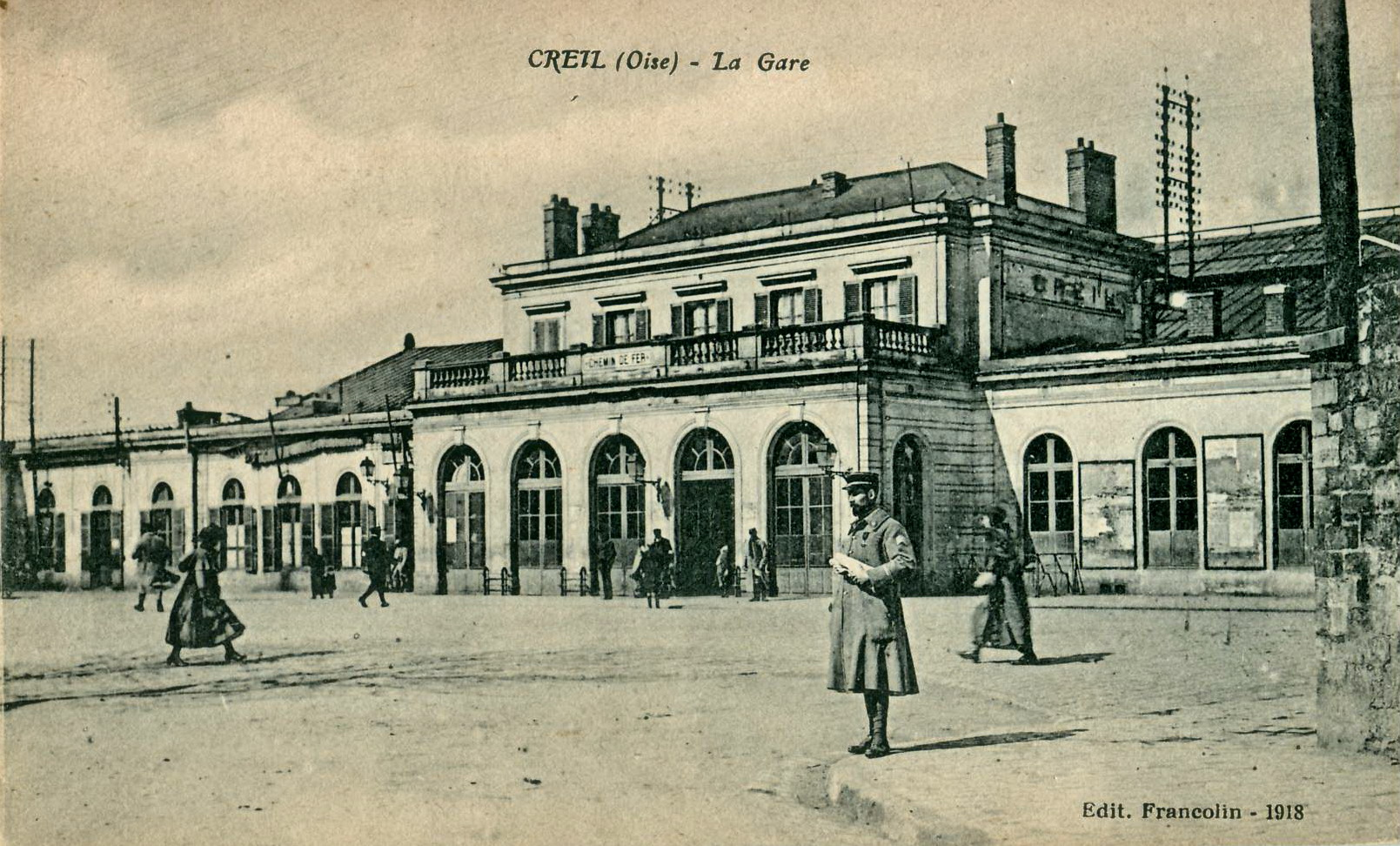
La gare en 1918, avec la marquise en arrière-plan et une avancée ajoutée à la façade du corps principal du bâtiment.

Au début des années 1900, le bâtiment voyageurs est agrandi avec une avancée du corps central qui implique la destruction de la tour publicitaire avec horloge. À la même époque, une grande marquise vient protéger les quais de la gare.
Le 7 novembre 1937, vers 4 h, à la sortie sud de la gare, un train de marchandises en percute un autre arrêté dans le brouillard, et les wagons renversés sur les voies sont percutés par un troisième train en provenance de Chantilly. Le conducteur du train qui a percuté le convoi arrêté dans le brouillard n'a pas respecté l'ordre de marche prudente qui lui avait été donné. Le double accident fait un mort et six blessés.
Durant la Seconde Guerre mondiale, la ville et le site de la gare subissent de nombreux bombardements, notamment ceux de 1944, qui vont totalement détruire l'ancien bâtiment voyageurs. Un bâtiment provisoire, baraquement en bois, va prendre la suite jusqu'à la construction de la nouvelle gare mise en service en 1955.
La gare est totalement réhabilitée en 1988, mais la ville et sa gare vont vivre des temps difficiles ; les grandes entreprises ferment, la population diminue, la brasserie est fermée et une partie des locaux du buffet restent inoccupés.
La ligne de Creil à Jeumont, important itinéraire longtemps emprunté par les trains internationaux en direction de la Belgique, des Pays-Bas et de l'Allemagne, a vu l'ensemble de ce trafic européen détourné depuis 1996 par la LGV Nord. Cependant, une liaison Ouigo Train Classique Paris – Creil – Aulnoye-Aymeries – Mons – Bruxelles est lancée le 19 décembre 2024, ; un arrêt à Saint-Quentin doit être ajouté le 13 avril 2025.
Au sud de la gare, se trouve la bifurcation entre la ligne de Pierrelaye à Creil — ancien itinéraire de la ligne jusqu'à Paris de 1846 à 1859 suivant la rive droite de l'Oise, aujourd'hui utilisée par les trains de fret et ceux de la desserte Transilien — et celle de Creil à Beauvais ; cette dernière, à caractère essentiellement régional, est, parmi les lignes de l'étoile ferroviaire creilloise, la seule ligne à voie unique (au-delà de Montataire) et non électrifiée.

## Fréquentation
De 2015 à 2023, selon les estimations de la SNCF, la fréquentation annuelle de la gare s'élève aux nombres indiqués dans le tableau ci-dessous.
| Année                      | 2015      | 2016      | 2017      | 2018      | 2019      | 2020      | 2021      | 2022      | 2023      |
| -------------------------- | --------- | --------- | --------- | --------- | --------- | --------- | --------- | --------- | --------- |
| Voyageurs                  | 4 771 298 | 4 975 896 | 5 179 573 | 4 767 367 | 5 096 215 | 3 384 293 | 4 343 840 | 5 224 702 | 5 392 059 |
| Voyageurs et non voyageurs | 5 964 123 | 6 219 870 | 6 474 466 | 5 959 209 | 6 370 269 | 4 230 366 | 5 429 800 | 6 530 877 | 6 740 074 |

## Service des voyageurs

### Accueil
La gare dispose d'un bâtiment voyageurs, avec guichets, ouvert tous les jours. Elle est équipée d'automates pour l'achat de titres de transport grandes lignes et TER. En tant que gare « Accès Plus », elle propose des aménagements, équipements et services pour les personnes à mobilité réduite.
Deux souterrains permettent la traversée des voies et le passage d'un quai à l'autre.

### Desserte

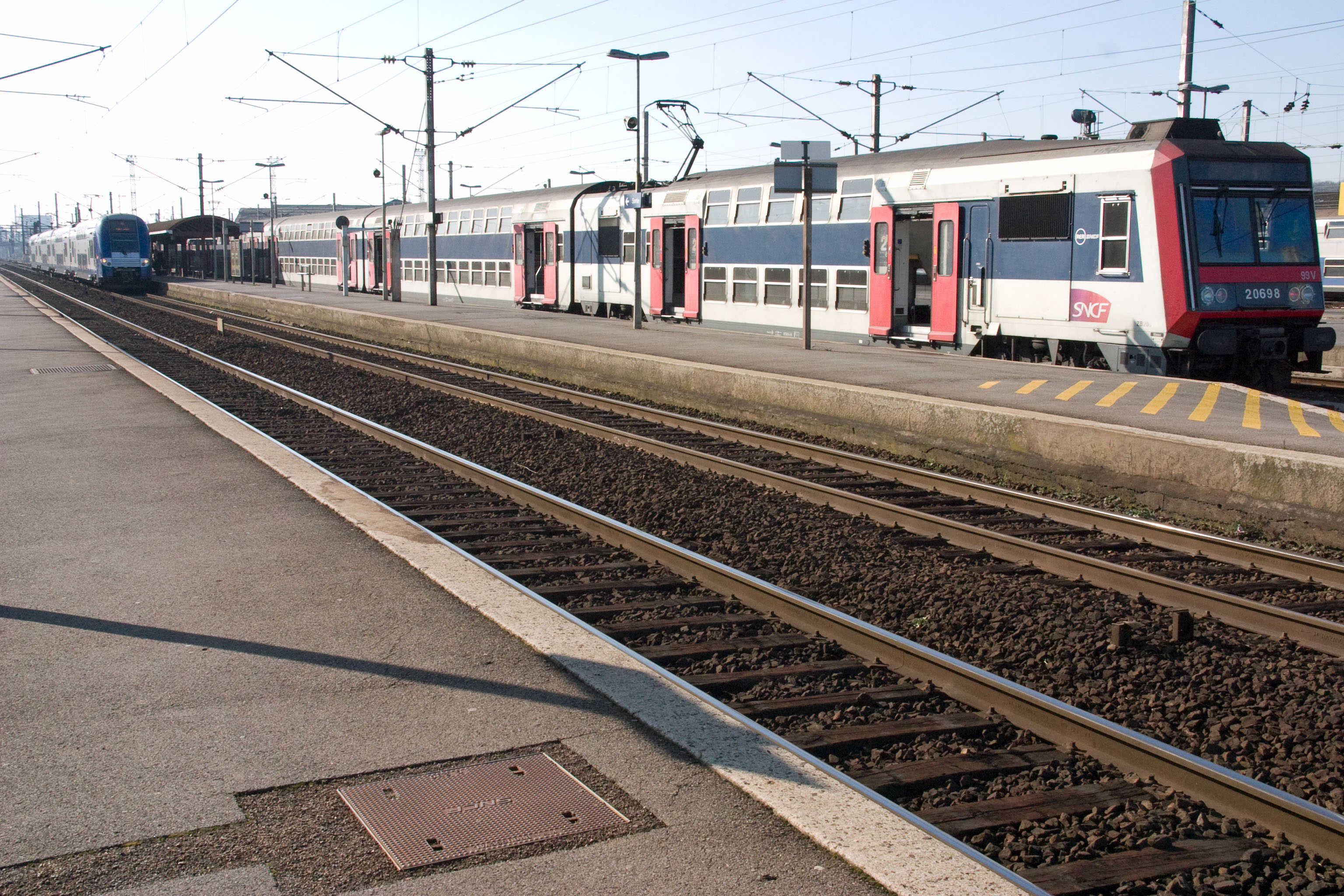
Rame Z 20500 du RER D, en attente pour assurer une mission ROVO à destination de Corbeil-Essonnes via Ris-Orangis.

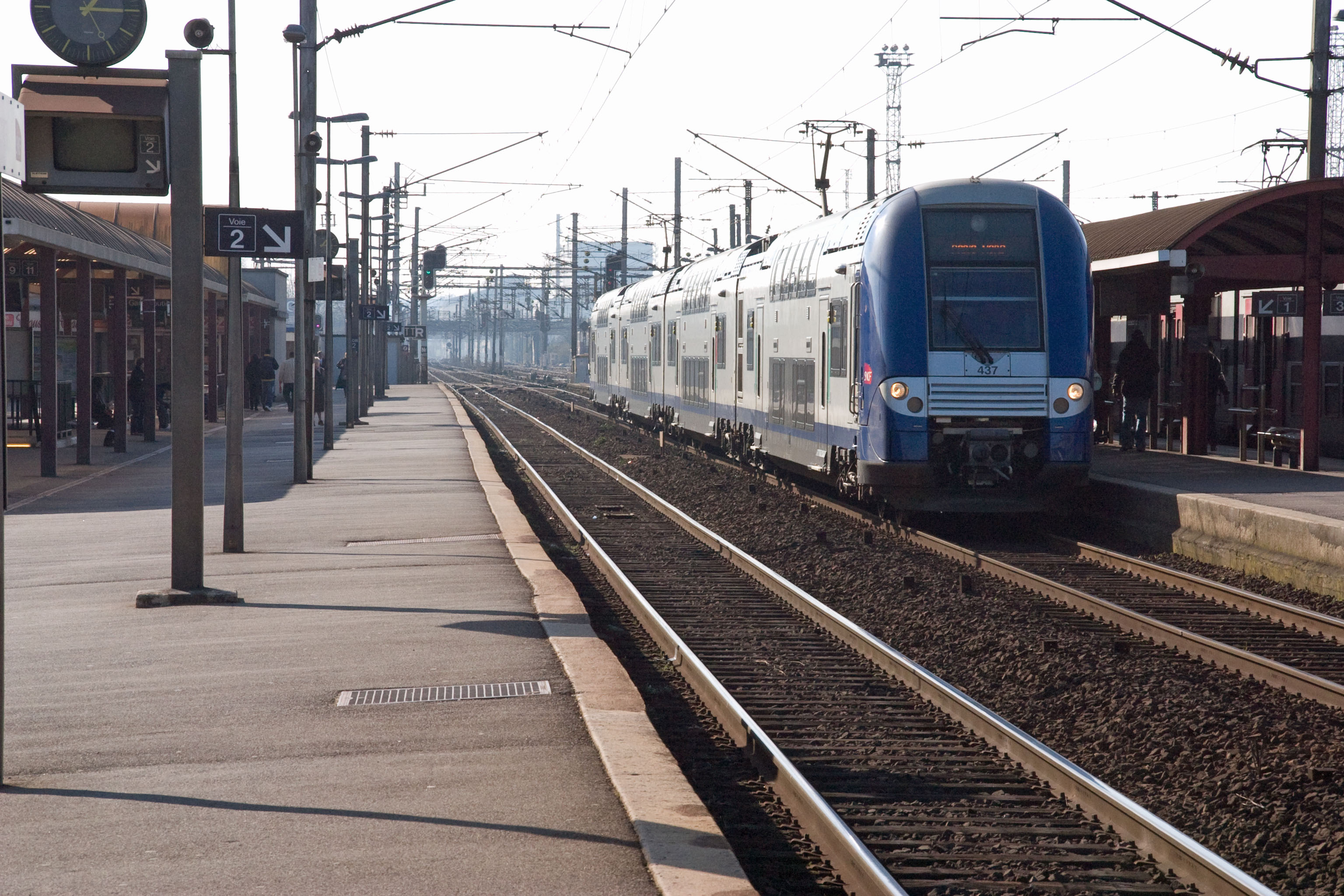
TER assuré par une rame Z 26500.

Creil est desservie par les trains de la ligne D du RER et ceux de la ligne H du Transilien (réseau Paris-Nord). Elle est également desservie par des trains TER Hauts-de-France (liaisons vers ou depuis Paris, Saint-Just-en-Chaussée, Amiens, Calais via Boulogne-sur-Mer, Lille, Compiègne, Saint-Quentin, Cambrai, Maubeuge, Beauvais et Abancourt), ainsi que le service Ouigo Train Classique (relation Paris – Bruxelles).
Le plan de numérotation de voies se base sur les deux voies principales. Ainsi, les voies secondaires adjacentes à la voie 1 seront impaires (voies 3, 5, 7, 9 et 11) et la voie secondaire adjacente à la voie 2 sera paire (voie 4).
La gare est d'une certaine importance, comptant parmi les cent trente premières gares du pays. Creil s'est en effet développée depuis le XIXe siècle grâce au chemin de fer et la gare constitue un nœud ferroviaire. Elle peut paraître sous-dimensionnée par rapport au flot de voyageurs qui l'utilisent tous les jours (20 000 voyageurs quotidiens, soit la première place de l'ancienne région Picardie) : sa rénovation a été superficielle et a omis de mettre en place une véritable salle d'attente (pas d'espace clos et chauffé). L'aménagement du quartier de Gournay — qui doit devenir un cœur de ville de l'agglomération creilloise, entre les communes de Creil, Montataire et Nogent-sur-Oise — prévoit de créer une seconde entrée.

### Intermodalité

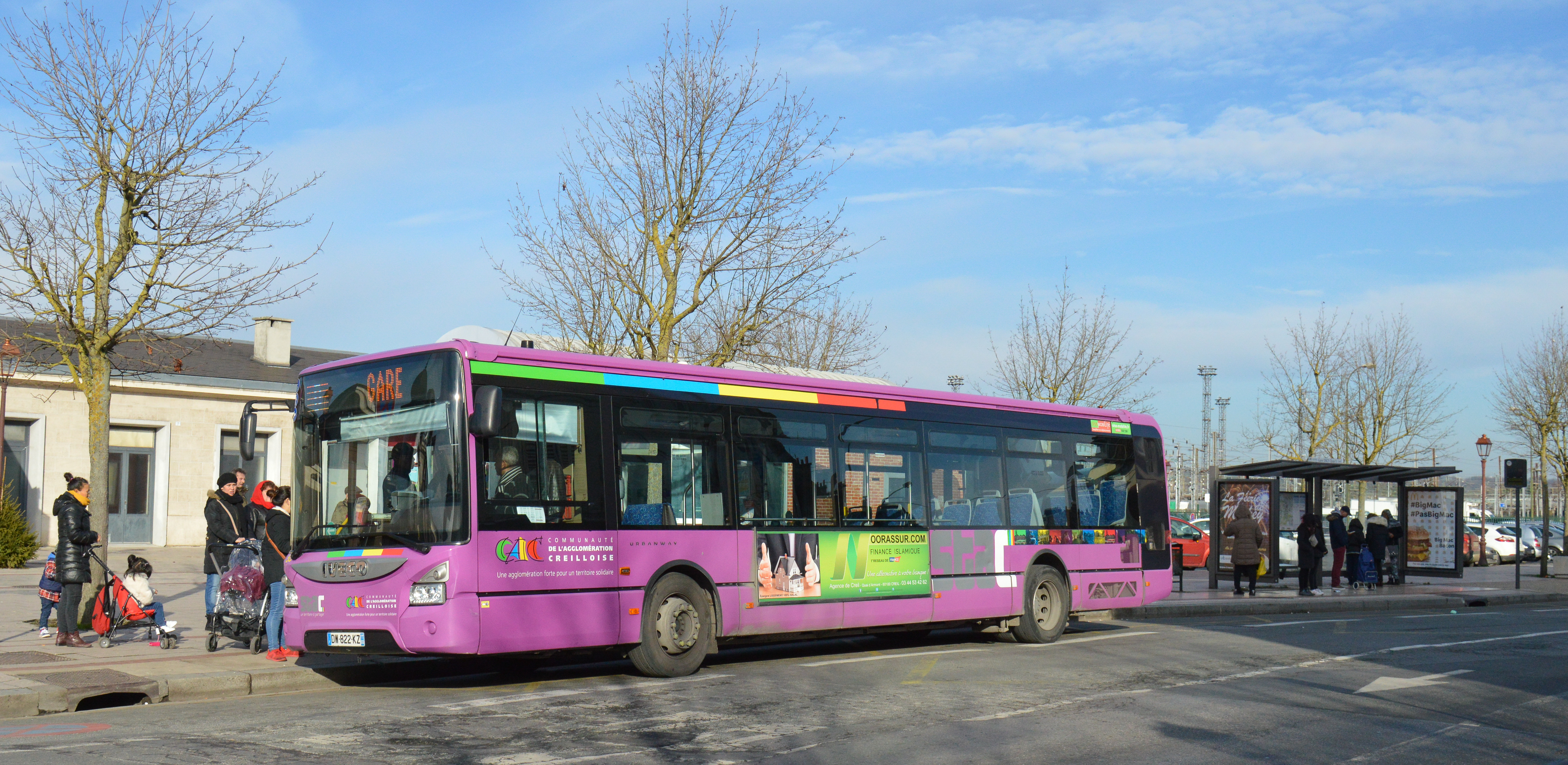
Un bus stationné devant la gare.

Un parc à vélos et plusieurs parkings sont aménagés à ses abords. À proximité, se trouve un parking payant de 580 places, dont cinq réservées aux personnes à mobilité réduite.
La place de la gare est desservie par des bus du réseau AXO ; les lignes (régulières ou à la demande) permettent d'atteindre notamment, outre Creil, les communes de Montataire, Nogent-sur-Oise, Saint-Maximin, Saint-Leu-d'Esserent, Villers-Saint-Paul et Verneuil-en-Halatte. De surcroît, la ligne 630 du réseau interurbain de l'Oise, vers Senlis et Roissypôle, dessert également cette place.
Par ailleurs, une gare routière est située place Brobeil, à environ 300 m du bâtiment voyageurs. Elle est desservie par des autocars du réseau interurbain de l'Oise, organisé par la région Hauts-de-France.

## Service des marchandises
Cette gare est ouverte au service du fret, y compris au service du wagon isolé.

## Galerie de photographies

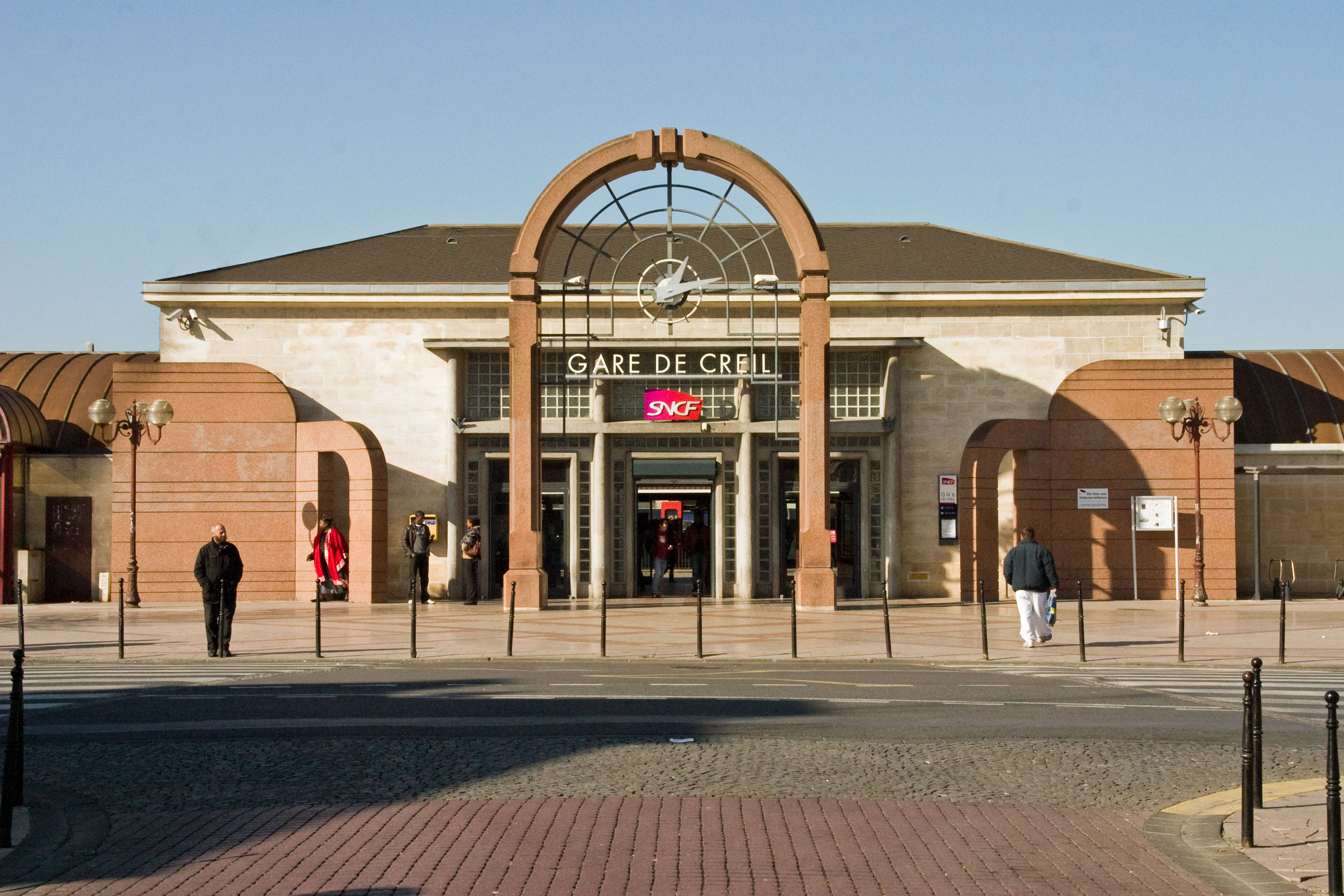
L'entrée du bâtiment voyageurs (2008).
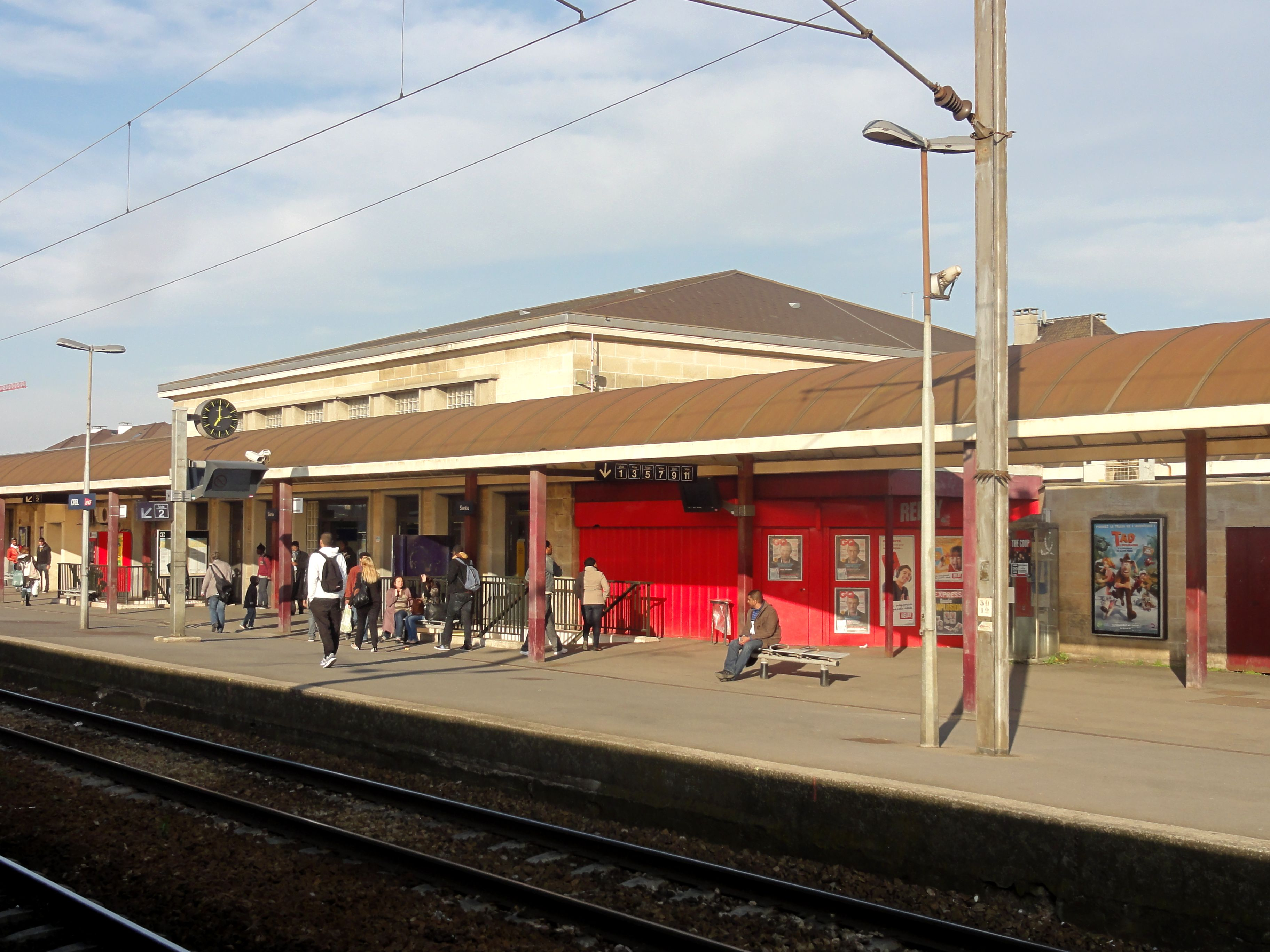
Le bâtiment voyageurs côté voies.
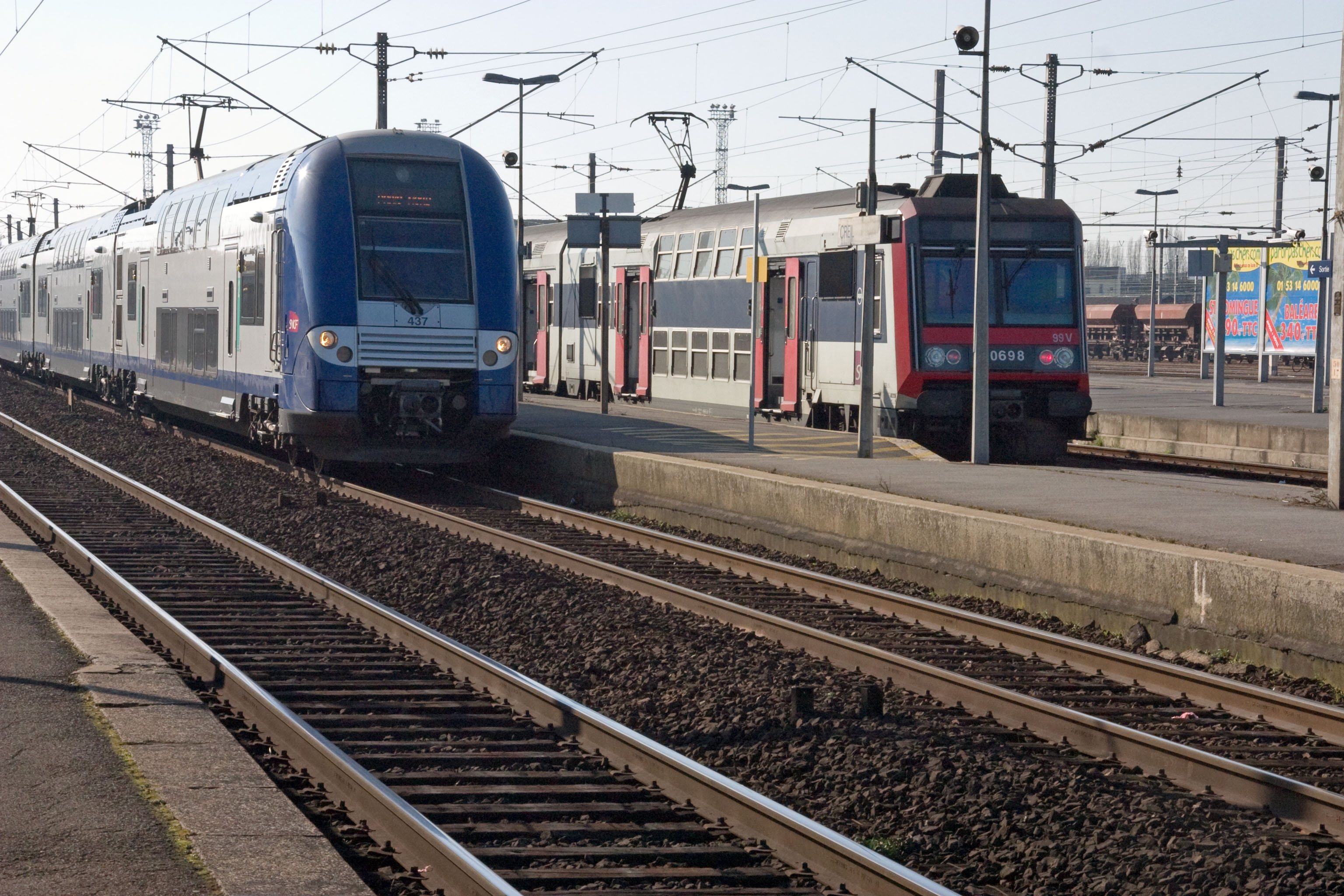
Rames TER 2N NG et Z 20500 (2008).
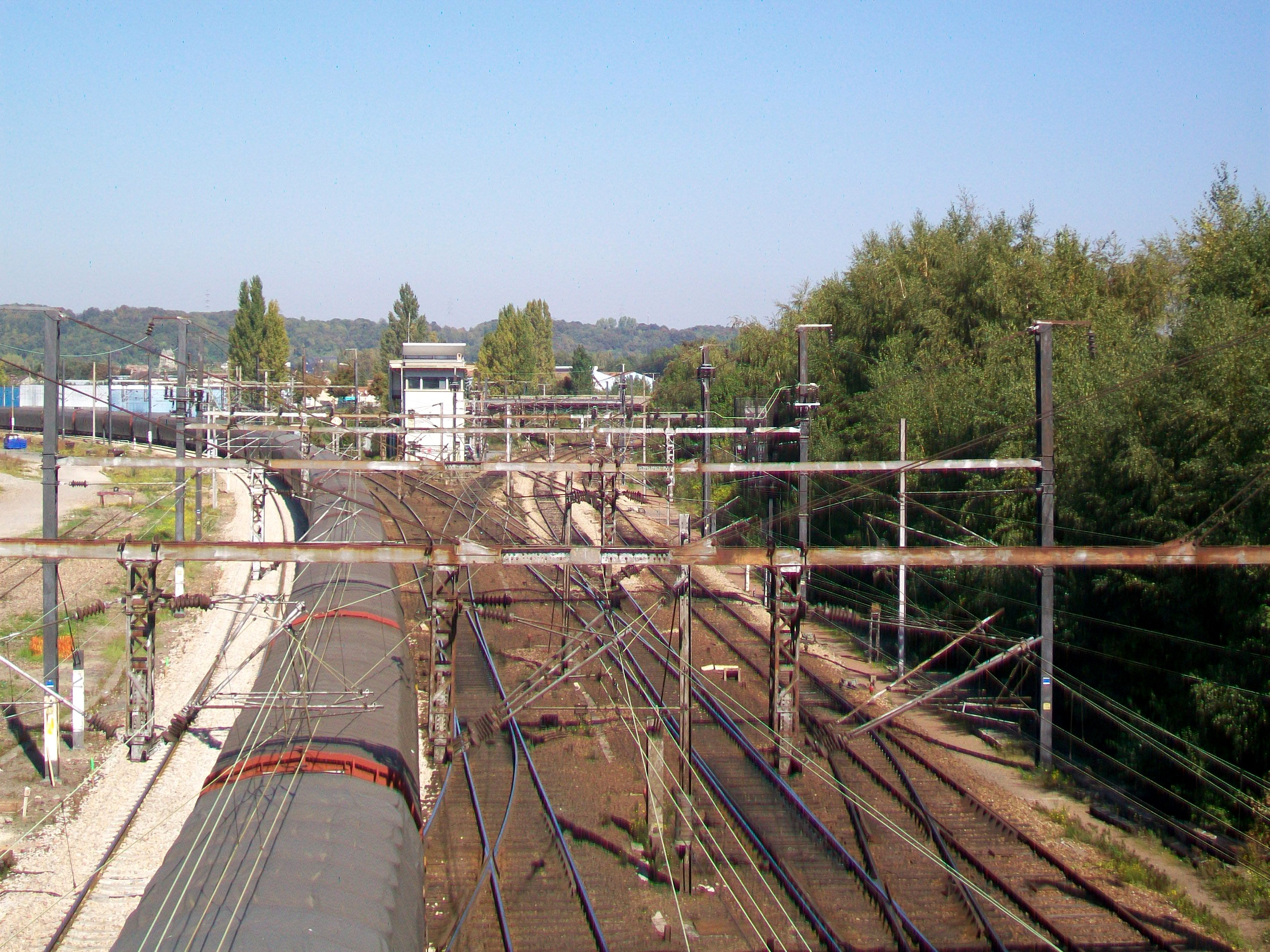
Bifurcation de Nogent, à l'extrémité nord-est de la gare.